# 笹川美和のオールナイトニッポン
笹川美和のオールナイトニッポン（ささがわみわのオールナイトニッポン）はニッポン放送の深夜放送オールナイトニッポンの金曜日で、シンガーソングライターの笹川美和がパーソナリティを担当したラジオ番組。2004年10月1日〜2005年3月25日（ナイターオフシーズン）に放送された。

## 放送日
- 2004年10月1日-2005年3月25日
- 2006年3月3日（復活）
- 2012年8月25日（オールナイトニッポンR枠で復活）

## 放送時間
- 金曜1部　深夜25:00-27:00（ニッポン放送をキーステーションに全国36局ネット）

## コーナー一覧

### 今週のようちゃん
社長令嬢24時に変わって誕生した新しいネタコーナー。笹川の味のある弟ようちゃんが今週やっていたことを報告してもらう。

### 内側から見たい笹川
普段の生活ではなかなか調べそうにないことを、笹川がリスナーに代わって生放送中に調べる。このコーナーもネタ化しつつあった。

### あさことゆうこの恋愛相談
笹川の祖母・母の二人がリスナーの恋愛相談に乗る。

### レコードでハッスル
毎週、笹川がジャケットとタイトルだけ見て選んだ曲を生放送でかけて感想を言っていくコーナー。ニッポン放送地下4階のレコード倉庫に住む「レコード奉行」との対戦方式で送る。笹川が勝ったら、「レコード奉行のオールナイトニッポン」がOAされ、レコード奉行が勝つと、モノマネ等、笹川の罰ゲームが実施される。

## 過去のコーナー

### 社長令嬢24時
番組スタート時に立ち上がった、唯一のネタコーナー。社長令嬢だけど、社長令嬢っぽくない笹川。いかもに社長令嬢がしそうな行動・発言を想像・妄想する。
| 金曜1部      | 金曜1部                                                   | 金曜1部          |
| ------------ | --------------------------------------------------------- | ---------------- |
| 前担当田村淳 | 笹川美和のオールナイトニッポン 金曜 25:00 - 27:00笹川美和 | 次担当本谷有希子 |